# 1534
| 1534               |
| ------------------ |
| Dødsfald - Fødsler |
| • Begivenheder     |

| Gregoriansk kalender | 1534 MDXXXIV            |
| Ab urbe condita      | 2287                    |
| Armensk kalender     | 983 ԹՎ ՋՁԳ              |
| Kinesiske kalender   | 4230 – 4231 癸巳 – 甲午 |
| Etiopisk kalender    | 1526 – 1527             |
| Jødisk kalender      | 5294 – 5295             |
| Hindukalendere       |                         |
| - Vikram Samvat      | 1589 – 1590             |
| - Shaka Samvat       | 1456 – 1457             |
| - Kali Yuga          | 4635 – 4636             |
| Iransk kalender      | 912 – 913               |
| Islamisk kalender    | 941 – 942               |

Konge i Danmark: Christian 3. 1534-1559
Se også 1534 (tal)

## Begivenheder

### April
- 20. april - Jacques Cartier fransk opdagelsesrejsende starter på den rejse, der skal bringe ham frem til Labrador i Nordamerika

### Juni
- 22. juni Grev Christoffer af Oldenburg sejlede med støtte af en flåde fra Lübeck til Hvidøre, og satte 1.500 velbevæbnede mænd i land. De indtog både Roskilde og Køge, hvor de søgte tilhængere for deres sag ved at genindføre den afsatte Christian 2.'s bondelov

### Juli
- 24. juli - Jacques Cartier ankommer til Canada og erklærer det for fransk

### Oktober
- 16. oktober - Slaget ved Svenstrup

### December
- 18. december - Stormen på Aalborg - Johan Rantzau's tropper stormer Aalborg, hvor bondefører Skipper Clement har forskanset sig under Grevens Fejde. Oprørerne hugges ned, og byen plyndres.

### Udateret
- Grevens Fejde
- Clementsfejden, herunder Slaget ved Svenstrup
- Kongevalget i Gl. Rye hvor Hertug Christian udråbes af den jyske adel som Christian 3.. Dette bliver den udløsende faktor for Grevens Fejde (1534-1536).
- Jesuitterordenen stiftes

## Født
- 1. juli – Frederik 2., dansk konge (død 1588).

## Dødsfald
- 25. april – Pave Clemens 7., dør som siddende pave.